# Budni (B.K.), Mudhol
Budni (B.K.) là một làng thuộc tehsil Mudhol, huyện Bagalkot, bang Karnataka, Ấn Độ.